# مصلای قم

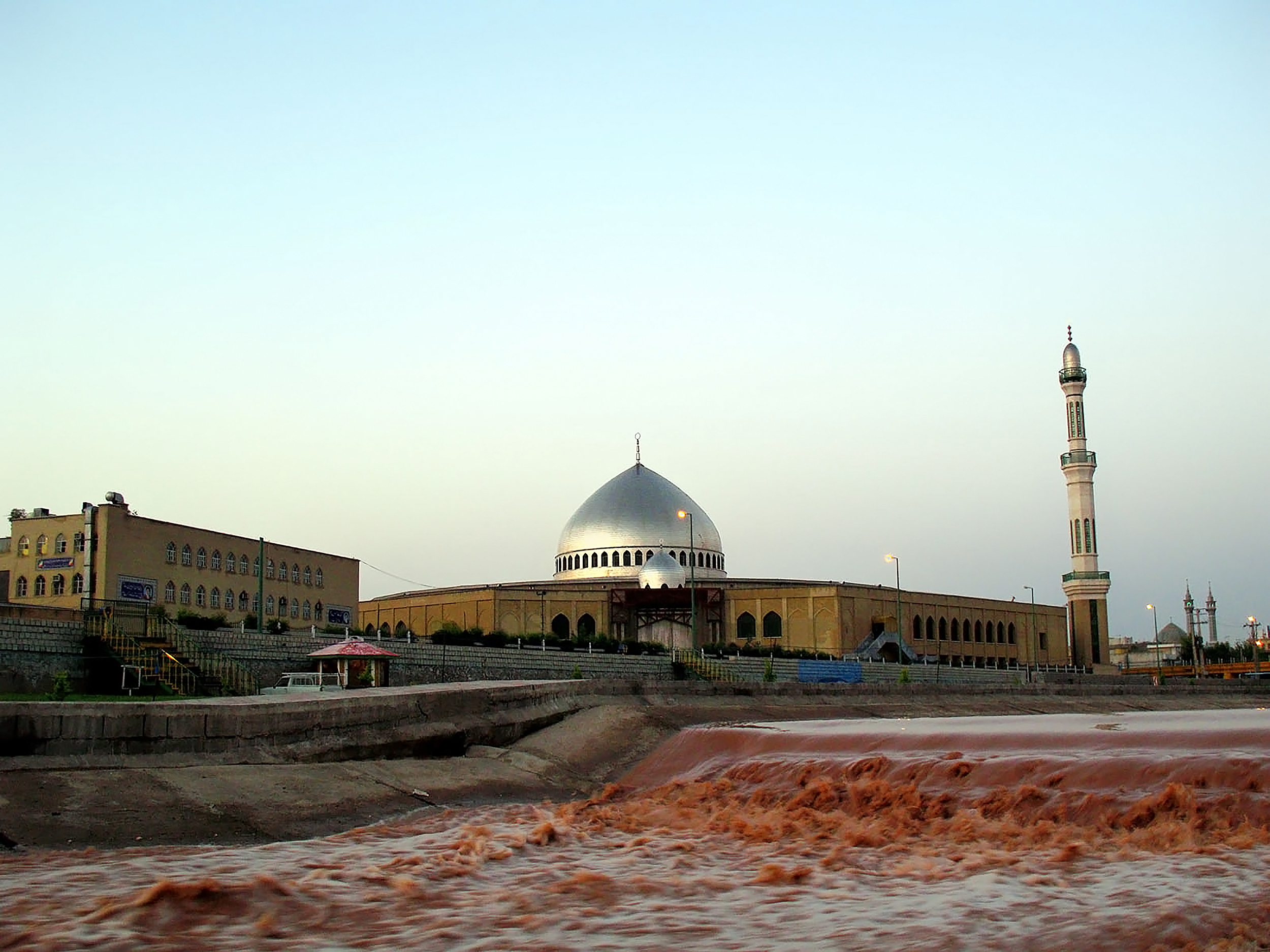
نمایی از مصلای قدس قم

مصلای قم که با نام مصلای قدس نیز شناخته می‌شود. محلی برای برگزاری مراسم عبادی، سیاسی، فرهنگی و نماز جمعه در شهر قم است.
این مصلی در سال ۱۳۶۶ بازگشایی شد و پس از انجام بازسازی در سال ۱۳۹۵ دوباره مورد بهره‌برداری قرار گرفت.

## تاریخچه

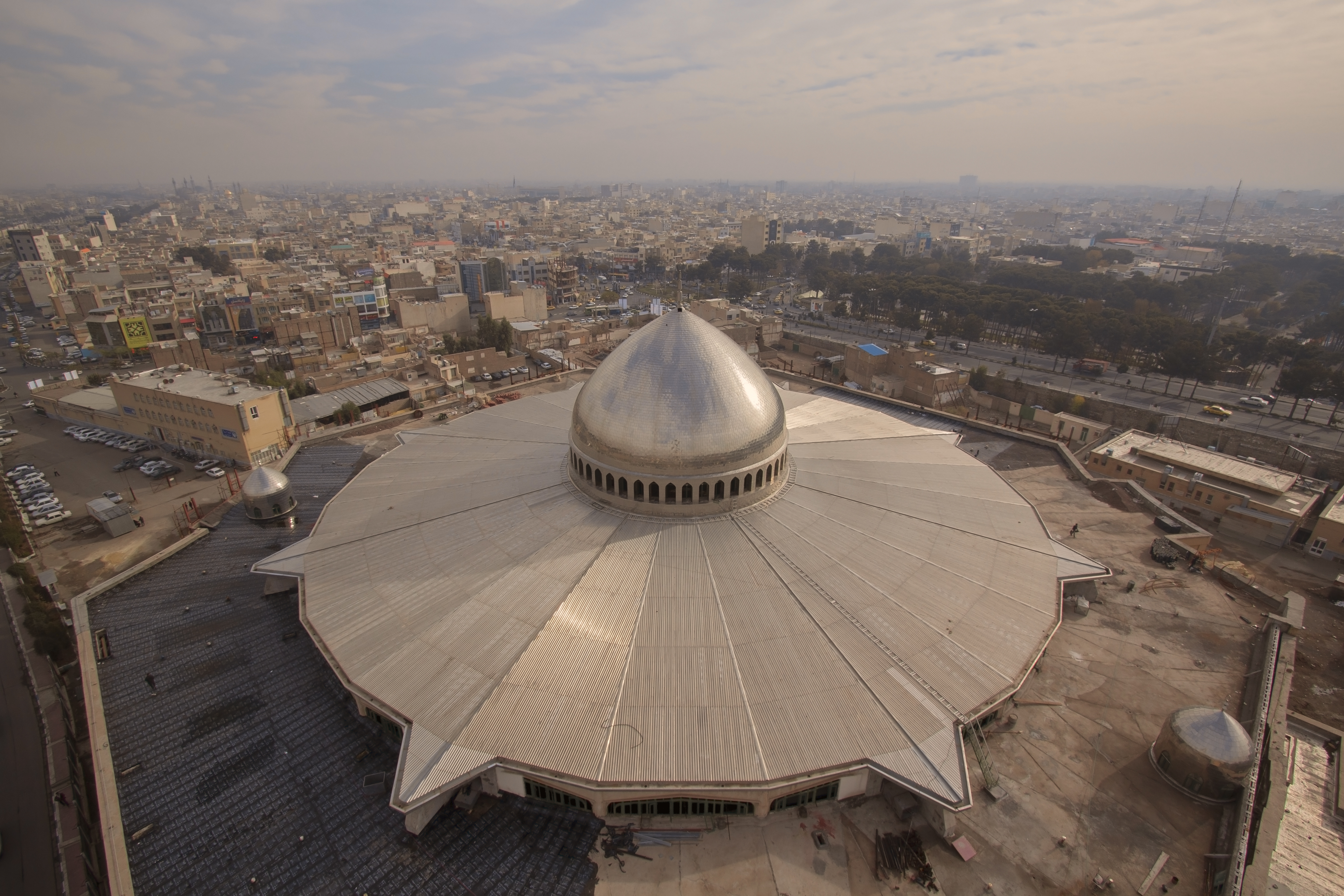
نمای از بالای گلدسته مصلی قدس در شهر قم

این بنا در سال ۱۳۶۶ با توجه به این که در شهر قم مکانی برای نماز جمعه وجود نداشت با زیربنای بالغ بر ۱۵ هزار متر مربع تأسیس شد. این بنا ظرفیت حدود ۲۵ هزار نفر را دارا می‌باشد.
این مصلی از سال ۱۳۶۶ به مدت ۱۹ سال میزبانی مراسم نماز جمعه را به عهده داشت اما در سال ۱۳۸۵ تعطیل شد و به مدت ۱۰ سال متروک بود.
با مدیریت محمدباقر ولدان به عنوان مدیر دفتر شورای سیاستگذاری ائمه جمعه استان قم، این بنا پس از گذشت ۱۰ سال و پس از انجام بازسازی در سال ۱۳۹۵ مجدداً افتتاح شد.
در تاریخ ۱۱ بهمن ماه ۱۳۹۷ بخشی از فضای مصلای قم مسجد شد.